# 鄒魯
鄒 魯（すう ろ）は、中華民国の政治家・革命家・教育者。中国同盟会に属した革命派の人士。その後、中国国民党の要人となり、西山会議派の一員としても知られる。字は海濱。

## 事跡

### 革命派としての活動
裁縫を営む商人の家庭に生まれる。1903年（光緒29年）、潮州韓山書院で学ぶ。光緒31年（1905年）、興中会と中国同盟会に加入した。
1907年（光緒33年）、広州の広東法政学堂に入学し、教員の朱執信や同学の陳炯明と交流を持った。1908年（光緒34年）、趙声・朱執信らによる広州での革命派蜂起に参加している。1911年（宣統3年）4月の広州蜂起にも参加したが、失敗して香港に逃れた。
同年11月、武昌起義に呼応した広東蜂起に参加する。鄒魯は広東北伐軍兵站総監として、上海経由で南京入りした。南京に中華民国臨時政府が成立すると、鄒は広東に戻り、官銀銭局総弁に任命された。
1913年（民国2年）、鄒魯は衆議院議員に当選し、国民党に所属した。二次革命（第二革命）を経て袁世凱により国会が解散されると、鄒は日本へ亡命し、早稲田大学で学んだ。1914年（民国3年）、孫文が中華革命党を組織すると、鄒は東京で出版していた雑誌『民国』の編輯を務めた。まもなく、『民国』は廃刊され、鄒は南洋へ出国し、袁打倒のための資金を募集した。
1915年（民国4年）12月に勃発した護国戦争（第三革命）では、鄒魯も広東に戻って軍を組織し参加しようとした。しかし鄒自身は敗北の憂き目にあい、貢献できなかった。
1917年（民国6年）、護法運動により孫文が広州で護法軍政府を樹立すると、鄒魯は財政部次長に任命された。1920年（民国9年）には、両広塩運使に任命されている。1922年（民国11年）、陳炯明が孫文と決裂すると、鄒は政治工作によって広西軍を取り込み、陳率いる広東軍を撃破した。その後、広東省財政庁長に就任している。1923年（民国12年）、広東高等師範学校校長に任命される。翌年、広東高等師範学校・広東公立法政大学・広東公立農業専門学校の3校を合併して創立された国立広東大学の初代校長となった。

### 西山会議派として
1924年（民国13年）1月、広州で開催された中国国民党第1回全国代表大会に参加し、党中央執行委員会常務委員兼青年部長に選出・任命された。しかし鄒魯は、孫文が推進する三大政策・国共合作に反対し、国民党右派としての立場を鮮明にしている。1925年（民国14年）3月の孫文逝去後、鄒は更に反共の活動を進めた。8月に左派の廖仲愷が暗殺されると、胡漢民、鄒ら右派幹部は関与を疑われた。そのため、鄒ら右派幹部は上海へ逃げ込み、さらに北京に移った。
11月23日、鄒魯らは独自の国民党第1期4中全会を開催し、中国共産党員の国民党からの除籍・追放、顧問ボロディンの追放等を決議した。この会議は、孫文の棺が安置されていた西山碧雲寺で開催されたため、鄒魯らの一派は「西山会議派」と称される。広州の国民党中央は、1923年（民国15年）1月に、第2回代表大会を開催し、鄒ら西山会議派に党籍剥奪処分を下している。
しかし、蔣介石が3月に中山艦事件を起こしてからは、西山会議派の国民党への再合流の機運が高まった。1927年（民国16年）8月、南京（蔣介石）・武漢（汪兆銘）・上海（西山会議派）が合流し、さらに9月には国民党特別委員会が設立された。鄒魯も特別委員会委員となったが、11月に3派間の矛盾が大きかったために解体された。鄒魯は失意のうちに一時出国し、1928年（民国17年）に上海へ戻って『中国国民党史稿』の執筆を開始した。

### 西南派として

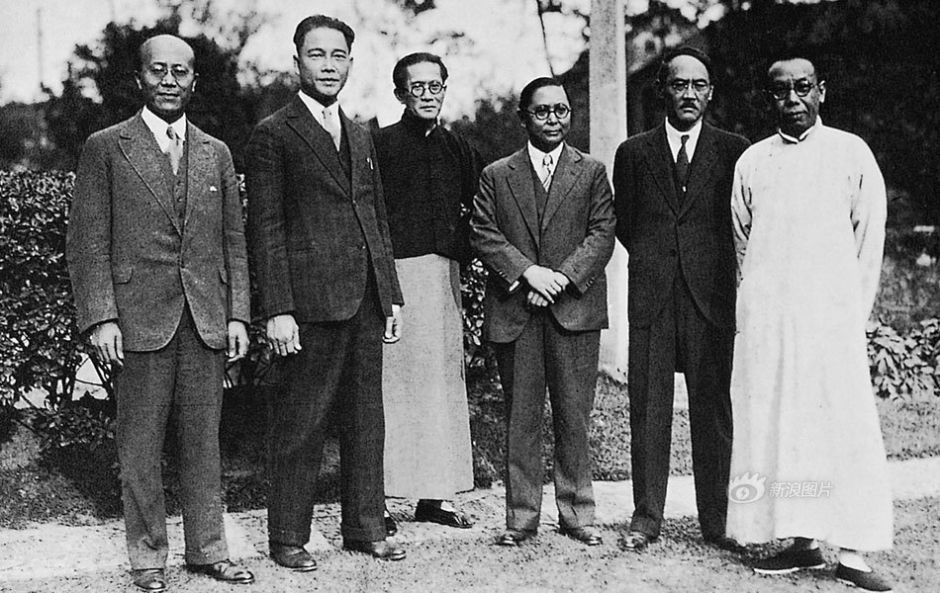
1931年に樹立された広州国民政府で鄒魯は要職に就いた（一番右）。右から三人目が孫科・左から二人目が汪兆銘。

1930年（民国19年）、鄒魯は反蔣介石派が開催した北平拡大会議に参加したが、反蔣派が敗北すると天津に逃げ込んだ。1931年（民国20年）、胡漢民が蔣との政治的対立の末に拘禁される。そのため、広州に反蔣派の国民党中央・国民政府が樹立され、鄒は広州側に参加した。
同年9月の満州事変（九・一八事変）後、南京と広州は大同団結となり、広州に中央党部西南執行委員会と国民政府西南政務委員会が成立した。鄒は両方の委員となっている。鄒はその後も胡を支え、広東省の陳済棠などと連携して反蔣の運動を続けている。
1935年（民国24年）11月、鄒魯は蔣介石と和解した。これ以降は反蔣活動に参加することは無く、日中戦争でも国共内戦でも蔣を支持し続けている。1949年（民国38年）、台湾に逃れた。1951年（民国40年）、淡江大学を創立し、同大学校歌も作詞している。
1954年（民国43年）2月13日、台北で死去。享年70（満68歳）。息子の鄒讜はアメリカに留学、ハンス・モーゲンソーと共に対中政策研究に従事し『中国に於けるアメリカの失敗』を著した。